# Brachiaphodius pilosus
Brachiaphodius pilosus är en skalbaggsart som beskrevs av Edgar von Harold 1874. Brachiaphodius pilosus ingår i släktet Brachiaphodius och familjen Aphodiidae. Inga underarter finns listade.